# Svedala Volleyboll
Svedala Volleybollklubb grundades 1985 i Svedala av gymnastikläraren Kristina Kruse-Lindgren.
Föreningens damlag har spelat i elitserien i volleyboll under 15 säsonger, 2000/2001–2001/2002 och 2007/2008–2019/2020. Den största framgången kom 2014, när laget nådde SM-finalen, som dock förlorades mot Hylte/Halmstad VBK. 2020 drog sig laget ur elitserien på grund av bristande ekonomi.
Klubbens hemmaarena är den 2018 nybyggda Aggarpshallen.